# Акмеологія
Акмеолóгія — наука, яка виникла на перетині природничих суспільних, гуманітарних і технічних дисциплін, вона вивчає феноменологію, закономірності і механізми розвитку людини на етапі її дорослості, особливо при досягненні нею найвищого рівня в цьому розвитку.

## Становлення і розвиток акмеології
У наукових класифікаціях розвиток людини в онтогенезі складається із дитинства, дорослості і старості. Сукупність наук, які займаються вивченням особистості на стадії дитинства мають назву педології (сукупність психологічних, біологічних, соціологічних концепцій розвитку дитини). До переліку дисциплін, які займаються дослідженням періоду дитинства і юності відносимо юнологію. Науки, які досліджують старіння та старість в сукупності мають назву геронтологія. Наука, предметом дослідження якої виступає доросла людина називають акмеологія. Вперше поняття «акмеології» як науки про розвиток зрілих людей було введено психологом Миколою Рибниковим в 1928 році. Це було зроблено після того, як ввели науку «педологію». Ще однією передумовою введення акмеології, як науки про розвиток зрілих людей, була нагальна потреба психологічної науки відповісти на тезис відомого швейцарського психолога Клапареда, який опублікував в 1925 році монографію «Психологія професій».
Як наука, акмеологія виникла у 20-30 роки ХХ століття, її заснування пов'язане з ім'ям академіка Б. Г. Ананьєва.
«Акме» у перекладі з грецької має значення «вершина», «найвищий ступінь розквіту».
Акмеологія розглядає людину як суб'єкта життєвого шляху і розробляє засоби досягнення особистістю соціальних і професійних вершин.
На теперішньому етапі розвитку суспільства спостерігається інтеграція акмеології та синергетики. Практичною метою акмеології є можливість пояснити людині, яким чином можливо рухатися далі, коли мета, що була поставлена на певному етапі життя, вже досягнута. Тут ми бачимо зв'язок акмеології та педагогіки.
В Україні відомі такі вчені-дослідники з проблем акмеології:
1. Тартаковский М. С. «Акмеология. Эрос и личность» (М. «МЖ Панорама», 1992 г. 313 стр.
2. Антонов В. М. Інтелектуально-математичний менеджмент: кіберакмеологічна концепція: Монографія — К.: КНТ. — 2007. — 528 с.

## Завдання акмеології
Комплексне вивчення розвитку людини на ступені дорослості.
Прослідковування залежності між індивідуальними, особистісними і суб'єктивними характеристиками дорослої людини та особливостями його формування і розвитку на попередніх етапах.
Ступінь зрілості особистості, його вершина — це багатовимірне утворення, що показує, наскільки особистість відбулася як громадянин, як спеціаліст в певній професійній галузі, як сім'янин, батько/мати.
Для того, щоб зрозуміти, осмислити складність взаємозв'язків, необхідно зібрати всі дані, отримані в дослідженнях, які проведені з позицій різних наук. Стан зрілості не з'являється у людини неочікувано і відразу.